# Can Barrabàs
Can Barrabàs és una masia de Breda (Selva) inclosa a l'Inventari del Patrimoni Arquitectònic de Catalunya.

## Descripció
Masia situada als afores del nucli urbà de Breda, prop del polígon industrial que es troba a l'avinguda de Can Guilleumes, annex a un altre habitatge.
L'edifici, de planta quadrangular, està compost de planta baixa i pis, i està cobert per un teulat a doble vessant, amb la biga carenera paral·lela als murs laterals, i desplaçada cap a la dreta de l'edifici. Els vessants desaigüen als laterals, i el ràfec de teulada és doble, format per una filera de rajols de punta de diamant i una filera de rajols plans.
A la façana principal, a la planta baixa, una porta en arc de mig punt format per maons col·locats en sardinell i amb els brancals formats per grans pedres dona accés a l'edifici. Al costat una finestra quadrangular amb els brancals i llinda fets de maons col·locats en sardinell. Una escala, que ara no porta enlloc (l’obertura que hi havia ha estat tapada), hauria portat al pis. Sota l'escala, una porta en arc de llinda.
Al pis, dues finestres amb la llinda i els brancals fets de maons disposats en sardinell (els brancals de la finestra esquerra estan arrebossats), i un petit ampit de finestra.
La part superior de l'edifici ha estat refeta recentment, deixant el descobert el paredat rústic fet de nou, contrastant clarament amb la part de la planta baixa, amb les parets arrebossades i en un estat de conservació regular, com es pot apreciar tant a la façana principal com a la façana lateral i posterior.
Al costat de l'edifici, construccions d'ús agrícola-ramader.